# Gouvernement Sall III
 (novembre 2023).
La mise en forme du texte ne suit pas les recommandations de Wikipédia : il faut le « wikifier ».
Les points d'amélioration suivants sont les cas les plus fréquents :
- Les titres sont pré-formatés par le logiciel. Ils ne sont ni en capitales, ni en gras.
- Le texte ne doit pas être écrit en capitales (les noms de famille non plus), ni en gras, ni en italique, ni en « petit »…
- Le gras n'est utilisé que pour surligner le titre de l'article dans l'introduction, une seule fois.
- L'italique est rarement utilisé : mots en langue étrangère, titres d'œuvres, noms de bateaux, etc.
- Les citations ne sont pas en italique mais en corps de texte normal. Elles sont entourées par des guillemets français : « et ».
- Les listes à puces sont à éviter, des paragraphes rédigés étant largement préférés. Les tableaux sont à réserver à la présentation de données structurées (résultats, etc.).
- Les appels de note de bas de page (petits chiffres en exposant, introduits par l'outil «  Source ») sont à placer entre la fin de phrase et le point final[comme ça].
- Les liens internes (vers d'autres articles de Wikipédia) sont à choisir avec parcimonie. Créez des liens vers des articles approfondissant le sujet. Les termes génériques sans rapport avec le sujet sont à éviter, ainsi que les répétitions de liens vers un même terme.
- Les liens externes sont à placer uniquement dans une section « Liens externes », à la fin de l'article. Ces liens sont à choisir avec parcimonie suivant les règles définies. Si un lien sert de source à l'article, son insertion dans le texte est à faire par les notes de bas de page.
- La présentation des références doit suivre les conventions bibliographiques. Il est recommandé d'utiliser les modèles {{Ouvrage}}, {{Chapitre}}, {{Article}}, {{Lien web}} et/ou {{Bibliographie}}. Le mode d'édition visuel peut mettre en forme automatiquement les références.
- Insérer une infobox (cadre d'informations à droite) n'est pas obligatoire pour parachever la mise en page.

Pour une aide détaillée, merci de consulter Aide:Wikification.
Si vous pensez que ces points ont été résolus, vous pouvez retirer ce bandeau et améliorer la mise en forme d'un autre article.
 (novembre 2023).
Dionne III Sall IV
Le gouvernement Sall III est le sixième gouvernement de la présidence de Macky Sall, formé le 14 mai 2019 et son premier sans le poste de Premier ministre aboli à la même date.

## Historique
Ce nouveau gouvernement est constitué des 32 ministres et trois secrétaires d’État, nommés le 7 avril 2019 et qui ont été tous reconduits, sans leur ancien chef Mahammed Boun Abdallah Dionne. Ce dernier reste tout de même aux côtés de Macky Sall en tant que secrétaire général de la présidence de la République. Le Gouvernement Sall III est dissous le 28 octobre 2020.

## Composition
- Me Sidiki Kaba, ministre des Forces armées
- Aly Ngouille Ndiaye, ministre de l’Intérieur
- Abdoulaye Daouda Diallo, Ministre des Finances et du Budget
- Amadou Ba, ministre des Affaires étrangères
- Me Malick Sall, garde des Sceaux, ministre de la Justice
- Mansour Faye, ministre du Développement communautaire et de l’Équité sociale
- Makhtar Cissé, ministre du Pétrole et des Énergies
- Mariama Sarr, ministre de la Fonction publique
- Oumar Youm, ministre des Infrastructures des Transports terrestres et du Désenclavement
- Amadou Hott, ministre de l’Économie du Plan et  de la Coopération
- Abdoulaye Diouf Sarr, ministre de la Santé et de l’Action sociale
- Moussa Baldé, ministre de l’Agriculture
- Serigne Mbaye Thiam, ministre de l’Eau et de l’Assainissement
- Ndèye Saly Diop Dieng, ministre de la Femme et de la Famille
- Alioune Sarr, ministre Tourisme et des Transports aériens
- Mme Aminata Mbengue Ndiaye, ministre des Pêches
- Mamadou Talla, ministre l’Éducation nationale
- Oumar Guèye, ministre des Collectivités territoriales et de l’Aménagement du territoire
- Cheikh Oumar Hann, ministre de l’Enseignement supérieur, de la Recherche et de l’Innovation
- Moustapha Diop, ministre du Développement industriel et des Petites et Moyennes Industries
- Abdou Karim Sall, ministre de l’Environnement et du Développement durable
- Madame Sophie Gladima, ministre des Mines et de la Géologie
- Matar Bâ, ministre des Sports
- Samba Ndiobène Ka, ministre de l’Élevage et de la production animale
- Samba Sy, ministre du Travail et du Dialogue social
- Abdou Karim Fofana, ministre de l’Urbanisme du logement et de l’Hygiène publique
- Mme Aminata Assom Diatta, ministre du Commerce et des PME
- Abdoulaye Diop, ministre de la Culture et de la Communication
- Néné Fatoumata Tall, ministre de la Jeunesse
- Zahra Iyane Thiam, ministre de la Microfinance et de l’économie sociale
- Dame Diop, ministre de l’Emploi de la Formation professionnelle et de l’Artisanat
- Ndeye Tické Ndiaye Diop, ministre de l’Économie numérique

Secrétaires d’État
- Moise Diégane Sarr, secrétaire d’État auprès du ministre des Affaires étrangères chargé des Sénégalais de l’extérieur
- Mamadou Saliou Sow, secrétaire d’État auprès du garde des Sceaux chargé de la Promotion des Droits humains et de la Bonne Gouvernance
- Mayacine Camara, secrétaire d’État auprès du ministre des Infrastructures chargé du Réseau ferroviaire